# Przełęcz Kubalonka
Die Przełęcz Kubalonka ist ein Gebirgspass im Süden der polnischen Woiwodschaft Schlesien in den Schlesischen Beskiden. Der Pass liegt auf der Grenze der Gemeinden Wisła und Istebna auf dem Czantoria-Kamm und verbindet das Tal der Weichsel mit dem Tal der Olsa. Der Pass ist 758 m ü.N.N. hoch. Er ist nach dem nahe gelegenen Gipfel Kubalonka benannt.

## Tourismus
- Über den Pass führen zahlreiche markierte Wanderwege. Der Pass ist mit dem Pkw erreichbar.